# Monacillo Urbano
Ne doit pas être confondu avec Monacillo.
Monacillo Urbano est l’un des dix-huit quartiers (en espagnol : barrios) de San Juan, la capitale de Porto Rico. En 2020, il comptait 19 846 habitants.